# Ungarische Eishockeyliga 1992/93
Die Saison 1992/93 war die 56. Spielzeit der ungarischen Eishockeyliga, der höchsten ungarischen Eishockeyspielklasse. Meister wurde zum insgesamt 22. Mal in der Vereinsgeschichte Ferencvárosi TC.

## Modus
Zunächst bestritten die sieben Mannschaften eine gemeinsame Hauptrunde, ehe die vier bestplatzierten Mannschaften in der Finalrunde spielten, deren beide Erstplatzierten sich für das Meisterschaftsfinale qualifizierten, während die übrigen drei Mannschaften in einer Platzierungsrunde um den fünften Platz antraten. Die Ergebnisse aus der Hauptrunde wurden in die Final-/ bzw. Platzierungsrunde übernommen. Für einen Sieg erhielt jede Mannschaft zwei Punkte, bei einem Unentschieden gab es einen Punkt und bei einer Niederlage null Punkte.

## Spielzeit

### Finalrunde
|    | Klub                      | Sp | S  | U | N  | Tore    | Punkte |
| -- | ------------------------- | -- | -- | - | -- | ------- | ------ |
| 1. | Ferencvárosi TC           | 24 | 19 | 4 | 1  | 206:75  | 42     |
| 2. | Jászberényi Lehel SE      | 24 | 18 | 3 | 3  | 202:78  | 39     |
| 3. | Újpesti TE                | 24 | 15 | 2 | 7  | 176:105 | 32     |
| 4. | Alba Volán Székesfehérvár | 24 | 8  | 1 | 15 | 121:136 | 17     |

Sp = Spiele, S = Siege, U = unentschieden, N = Niederlagen, OTS = Overtime-Siege, OTN = Overtime-Niederlage, SOS = Penalty-Siege, SON = Penalty-Niederlage

### Platzierungsrunde um Platz 5
|    | Klub                    | Sp | S | U | N  | Tore    | Punkte |
| -- | ----------------------- | -- | - | - | -- | ------- | ------ |
| 5. | Miskolci HC             | 22 | 7 | 0 | 15 | 124:184 | 14     |
| 6. | Népstadion SZE Budapest | 22 | 6 | 0 | 16 | 91:181  | 12     |
| 7. | Debreceni AHC           | 22 | 3 | 0 | 19 | 102:263 | 6      |

Sp = Spiele, S = Siege, U = unentschieden, N = Niederlagen

## Playoffs

### Spiel um Platz 3
- Újpesti TE - Alba Volán Székesfehérvár 2:0 (5:4, 7:2)

### Finale
- Ferencvárosi TC - Jászberényi Lehel SE 3:2 (4:1, 0:4, 1:4, 5:2, 4:3)